# Manchester United F.C. w sezonie 2022/2023
Sezon 2022/23 był dla Manchesteru United 31. sezonem w Premier League i 48. sezonem z rzędu w najwyższej klasie rozgrywkowej w Anglii.
Przed sezonem 2022/23 Manchester United zatrudnił Erika ten Haga, który zastąpił na tym stanowisku Ralfa Rangnicka.
Sezon rozpoczął się 7 sierpnia 2022 roku meczem przeciwko Brighton & Hove Albion, przegranym przez Manchester United 1:2.
26 lutego 2023 roku Manchester United wygrał Puchar Ligi, w finale pokonując 2:0 Newcastle United.
20 kwietnia 2023 roku Manchester United odpadł w 1/4 finału Ligi Europy, przegrywając w dwumeczu 5:2 z Sevillą.
Sezon w Premier League Manchester United zakończył na 3. pozycji.
3 czerwca 2023 roku Manchester United przegrał w finale Pucharu Anglii 2:1 z Manchesterem City.

## Mecze

### Przedsezonowe i towarzyskie
| Szczegóły meczu                                                 | Wynik                                                                               | Wynik                                                               | Wynik                                                                                 | Skład |
| --------------------------------------------------------------- | ----------------------------------------------------------------------------------- | ------------------------------------------------------------------- | ------------------------------------------------------------------------------------- | --- |
| 12 lipca 2022, 15:00 Stadion Narodowy Rajamangala 50 248 widzów | Liverpool                                                                           | 0 – 4                                                               | Manchester United                                                                     | de Gea (68' Heaton), Dalot (46' Wan-Bissaka), Lindelöf (46' Bailly), Varane (46' Telles), Shaw (46' Malacia), McTominay (46' Savage), Fred (46' Iqbal), Sancho (46' Pellistri), Fernandes (46' van de Beek), Rashford (46' Diallo), Martial (46' Elanga)     |
| 12 lipca 2022, 15:00 Stadion Narodowy Rajamangala 50 248 widzów |                                                                                     | Jadon Sancho 12' Fred 30' Anthony Martial 33' Facundo Pellistri 77' |                                                                                       | de Gea (68' Heaton), Dalot (46' Wan-Bissaka), Lindelöf (46' Bailly), Varane (46' Telles), Shaw (46' Malacia), McTominay (46' Savage), Fred (46' Iqbal), Sancho (46' Pellistri), Fernandes (46' van de Beek), Rashford (46' Diallo), Martial (46' Elanga)     |
| 15 lipca 2022, 12:10 Melbourne Cricket Ground 74 157 widzów     | Melbourne Victory                                                                   | 1 – 4                                                               | Manchester United                                                                     | Heaton, Dalot (46' Laird), Lindelöf (46' Bailly), Maguire (46' Telles), Shaw (46' Malacia), Fred (46' Savage), McTominay (46' Iqbal), Sancho (46' Diallo), Fernandes (46' van de Beek), Elanga (46' Chong), Martial (46' Rashford)                           |
| 15 lipca 2022, 12:10 Melbourne Cricket Ground 74 157 widzów     | 5' Chris Ikonomidis                                                                 |                                                                     | Scott McTominay 43' Anthony Martial 45' Marcus Rashford 78' Edmond Lupancu 90' (sam.) | Heaton, Dalot (46' Laird), Lindelöf (46' Bailly), Maguire (46' Telles), Shaw (46' Malacia), Fred (46' Savage), McTominay (46' Iqbal), Sancho (46' Diallo), Fernandes (46' van de Beek), Elanga (46' Chong), Martial (46' Rashford)                           |
| 19 lipca 2022, 12:10 Melbourne Cricket Ground 76 499 widzów     | Crystal Palace                                                                      | 1 – 3                                                               | Manchester United                                                                     | de Gea, Dalot (64' Wan-Bissaka), Maguire (64' Fish), Lindelöf (64' Telles), Malacia (77' Laird), McTominay (46' van de Beek), Fred (64' Iqbal), Sancho (64' Savage), Fernandes (64' Mejbri), Rashford (64' Diallo), Martial (64' Elanga)                     |
| 19 lipca 2022, 12:10 Melbourne Cricket Ground 76 499 widzów     | 74' Joel Ward                                                                       |                                                                     | Anthony Martial 18' Marcus Rashford 48' Jadon Sancho 59'                              | de Gea, Dalot (64' Wan-Bissaka), Maguire (64' Fish), Lindelöf (64' Telles), Malacia (77' Laird), McTominay (46' van de Beek), Fred (64' Iqbal), Sancho (64' Savage), Fernandes (64' Mejbri), Rashford (64' Diallo), Martial (64' Elanga)                     |
| 23 lipca 2022, 11:45 Perth Stadium 58 228 widzów                | Aston Villa                                                                         | 2 – 2                                                               | Manchester United                                                                     | de Gea, Dalot (66' Wan-Bissaka), Maguire (66' Varane), Lindelöf (66' Bailly), Shaw (66' Malacia), van de Beek (66' Garner), Fred (66' Telles), Sancho (66' Chong), Fernandes (66' Iqbal), Rashford (66' Elanga), Martial (66' Mejbri)                        |
| 23 lipca 2022, 11:45 Perth Stadium 58 228 widzów                | 49' Leon Bailey 90' Calum Chambers                                                  |                                                                     | Jadon Sancho 25' Matty Cash 42' (sam.)                                                | de Gea, Dalot (66' Wan-Bissaka), Maguire (66' Varane), Lindelöf (66' Bailly), Shaw (66' Malacia), van de Beek (66' Garner), Fred (66' Telles), Sancho (66' Chong), Fernandes (66' Iqbal), Rashford (66' Elanga), Martial (66' Mejbri)                        |
| 30 lipca 2022, 13:45 Ullevaal Stadion 26 129 widzów             | Atlético Madryt                                                                     | 1 – 0                                                               | Manchester United                                                                     | de Gea, Dalot, Maguire, Lindelöf, Malacia, McTominay (69' van de Beek), Fred, Elanga (76' Pellistri {90' Garner}), Fernandes, Rashford, Martial (69' Eriksen)                                                                                                |
| 30 lipca 2022, 13:45 Ullevaal Stadion 26 129 widzów             | 87' João Félix                                                                      |                                                                     |                                                                                       | de Gea, Dalot, Maguire, Lindelöf, Malacia, McTominay (69' van de Beek), Fred, Elanga (76' Pellistri {90' Garner}), Fernandes, Rashford, Martial (69' Eriksen)                                                                                                |
| 31 lipca 2022, 17:00 Old Trafford 68 663 widzów                 | Manchester United                                                                   | 1 – 1                                                               | Rayo Vallecano                                                                        | Heaton, Laird, Varane, Martínez (60' Bailly), Telles, Garner (74' Iqbal), van de Beek, Chong (85' Hansen-Aarøen), Eriksen (60' Mejbri), Garnacho (73' Shoretire), Ronaldo (46' Diallo)                                                                       |
| 31 lipca 2022, 17:00 Old Trafford 68 663 widzów                 | 48' Amad Diallo                                                                     |                                                                     | Álvaro García 57'                                                                     | Heaton, Laird, Varane, Martínez (60' Bailly), Telles, Garner (74' Iqbal), van de Beek, Chong (85' Hansen-Aarøen), Eriksen (60' Mejbri), Garnacho (73' Shoretire), Ronaldo (46' Diallo)                                                                       |
| 7 grudnia 2022, 20:00 Estadio Ramón de Carranza                 | Cádiz CF                                                                            | 4 – 2                                                               | Manchester United                                                                     | Dúbravka, Wan-Bissaka (46' Murray), Mengi (46' Fredricson), Lindelöf (46' Bernard), Williams (46' Jurado), McTominay (46' Savage), Iqbal (46' Mainoo), Elanga (46' Shoretire), van de Beek (46' Hansen-Aarøen), Garnacho (46' Emeran), Martial (46' McNeill) |
| 7 grudnia 2022, 20:00 Estadio Ramón de Carranza                 | 8' Carlos García-Die Sánchez 13' Anthony Lozano 57' Rubén Sobrino 77' Tomás Alarcón |                                                                     | Anthony Martial 21' (r.k.) Kobbie Mainoo 48'                                          | Dúbravka, Wan-Bissaka (46' Murray), Mengi (46' Fredricson), Lindelöf (46' Bernard), Williams (46' Jurado), McTominay (46' Savage), Iqbal (46' Mainoo), Elanga (46' Shoretire), van de Beek (46' Hansen-Aarøen), Garnacho (46' Emeran), Martial (46' McNeill) |
| 10 grudnia 2022, 18:00 Estadio Benito Villamarín                | Real Betis                                                                          | 1 – 0                                                               | Manchester United                                                                     | de Gea (46' Heaton), Wan-Bissaka (81' Jurado), Lindelöf, Mengi (16' Bennett), Williams (46' Murray), McTominay, Iqbal (81' Savage), Elanga (63' Emeran), Hansen-Aarøen (46' Mainoo), Garnacho (63' Hugill), Martial (46' Shoretire)                          |
| 10 grudnia 2022, 18:00 Estadio Benito Villamarín                | 50' Nabil Fekir                                                                     |                                                                     |                                                                                       | de Gea (46' Heaton), Wan-Bissaka (81' Jurado), Lindelöf, Mengi (16' Bennett), Williams (46' Murray), McTominay, Iqbal (81' Savage), Elanga (63' Emeran), Hansen-Aarøen (46' Mainoo), Garnacho (63' Hugill), Martial (46' Shoretire)                          |

### Premier League
| Szczegóły meczu                                                   | Wynik | Wynik                                      | Wynik                                                       | Skład |
| ----------------------------------------------------------------- | --- | ------------------------------------------ | ----------------------------------------------------------- | --- |
| 7 sierpnia 2022, 15:00 Old Trafford 73 711 widzów                 | Manchester United | 1 – 2                                      | Brighton & Hove Albion                                      | de Gea, Dalot, Maguire, Martínez, Shaw (90' Malacia), McTominay (78' van de Beek), Fred (53' Ronaldo), Sancho (90' Elanga), Fernandes (90' Garnacho), Rashford, Eriksen      |
| 7 sierpnia 2022, 15:00 Old Trafford 73 711 widzów                 | 68' Alexis Mac Allister (sam.)                                                                                          |                                            | Pascal Groß 30' Pascal Groß 39'                             | de Gea, Dalot, Maguire, Martínez, Shaw (90' Malacia), McTominay (78' van de Beek), Fred (53' Ronaldo), Sancho (90' Elanga), Fernandes (90' Garnacho), Rashford, Eriksen      |
| 13 sierpnia 2022, 18:30 Brentford Community Stadium 17 051 widzów | Brentford | 4 – 0                                      | Manchester United                                           | de Gea, Dalot, Maguire, Martínez (46' Varane), Shaw (46' Malacia), Fred (46' McTominay), Eriksen (87' van de Beek), Fernandes, Sancho (60' Elanga), Ronaldo, Rashford        |
| 13 sierpnia 2022, 18:30 Brentford Community Stadium 17 051 widzów | 10' Josh Dasilva 18' Mathias Jensen 30' Ben Mee 35' Bryan Mbeumo                                                        |                                            |                                                             | de Gea, Dalot, Maguire, Martínez (46' Varane), Shaw (46' Malacia), Fred (46' McTominay), Eriksen (87' van de Beek), Fernandes, Sancho (60' Elanga), Ronaldo, Rashford        |
| 22 sierpnia 2022, 21:00 Old Trafford 74 147 widzów                | Manchester United | 2 – 1                                      | Liverpool                                                   | de Gea, Dalot (85' Wan-Bissaka), Varane, Martínez, Malacia, Eriksen (85' van de Beek), McTominay, Elanga (46' Martial), Fernandes, Sancho (70' Fred), Rashford (85' Ronaldo) |
| 22 sierpnia 2022, 21:00 Old Trafford 74 147 widzów                | 16' Jadon Sancho 53' Marcus Rashford                                                                                    |                                            | Mohamed Salah 81'                                           | de Gea, Dalot (85' Wan-Bissaka), Varane, Martínez, Malacia, Eriksen (85' van de Beek), McTominay, Elanga (46' Martial), Fernandes, Sancho (70' Fred), Rashford (85' Ronaldo) |
| 27 sierpnia 2022, 13:30 St Mary’s Stadium 31 196 widzów           | Southampton | 0 – 1                                      | Manchester United                                           | de Gea, Dalot, Varane, Martínez, Malacia, McTominay, Eriksen (90' Fred), Fernandes, Sancho (67' Ronaldo), Rashford, Elanga (80' Casemiro)                                    |
| 27 sierpnia 2022, 13:30 St Mary’s Stadium 31 196 widzów           | | Bruno Fernandes 55'                        |                                                             | de Gea, Dalot, Varane, Martínez, Malacia, McTominay, Eriksen (90' Fred), Fernandes, Sancho (67' Ronaldo), Rashford, Elanga (80' Casemiro)                                    |
| 1 września 2022, 21:00 King Power Stadium 32 226 widzów           | Leicester City | 0 – 1                                      | Manchester United                                           | de Gea, Dalot, Varane, Martínez, Malacia, McTominay, Eriksen, Elanga (59' Casemiro), Fernandes, Sancho (68' Ronaldo), Rashford (87' Fred)                                    |
| 1 września 2022, 21:00 King Power Stadium 32 226 widzów           | | Jadon Sancho 23'                           |                                                             | de Gea, Dalot, Varane, Martínez, Malacia, McTominay, Eriksen, Elanga (59' Casemiro), Fernandes, Sancho (68' Ronaldo), Rashford (87' Fred)                                    |
| 4 września 2022, 17:30 Old Trafford 73 431 widzów                 | Manchester United | 3 – 1                                      | Arsenal                                                     | de Gea, Dalot, Varane, Martínez (80' Maguire), Malacia, McTominay, Eriksen, Antony (58' Ronaldo), Fernandes, Sancho (67' Fred), Rashford (80' Casemiro)                      |
| 4 września 2022, 17:30 Old Trafford 73 431 widzów                 | 35' Antony 66' Marcus Rashford 75' Marcus Rashford                                                                      |                                            | Bukayo Saka 60'                                             | de Gea, Dalot, Varane, Martínez (80' Maguire), Malacia, McTominay, Eriksen, Antony (58' Ronaldo), Fernandes, Sancho (67' Fred), Rashford (80' Casemiro)                      |
| 2 października 2022, 15:00 Etihad Stadium 53 475 widzów           | Manchester City | 6 – 3                                      | Manchester United                                           | de Gea, Dalot, Martínez, Varane (40' Lindelöf), Malacia (46' Shaw), McTominay (59' Casemiro), Eriksen, Antony, Fernandes, Sancho (70' Fred), Rashford (59' Martial)          |
| 2 października 2022, 15:00 Etihad Stadium 53 475 widzów           | 8' Phil Foden 34' Erling Haaland 37' Erling Haaland 44' Phil Foden 64' Erling Haaland 73' Phil Foden                    |                                            | Antony 56' Anthony Martial 84' Anthony Martial 90+1' (r.k.) | de Gea, Dalot, Martínez, Varane (40' Lindelöf), Malacia (46' Shaw), McTominay (59' Casemiro), Eriksen, Antony, Fernandes, Sancho (70' Fred), Rashford (59' Martial)          |
| 9 października 2022, 20:00 Goodison Park 39 258 widzów            | Everton | 1 – 2                                      | Manchester United                                           | de Gea, Dalot, Martínez, Lindelöf, Shaw, Casemiro, Eriksen (82' McTominay), Antony (90' Varane), Fernandes, Rashford, Martial (29' Ronaldo)                                  |
| 9 października 2022, 20:00 Goodison Park 39 258 widzów            | 5' Alex Iwobi |                                            | Antony 15' Cristiano Ronaldo 44'                            | de Gea, Dalot, Martínez, Lindelöf, Shaw, Casemiro, Eriksen (82' McTominay), Antony (90' Varane), Fernandes, Rashford, Martial (29' Ronaldo)                                  |
| 16 października 2022, 15:00 Old Trafford 73 726 widzów            | Manchester United | 0 – 0                                      | Newcastle United                                            | de Gea, Shaw, Varane, Martínez, Dalot, Fred, Casemiro, Sancho, Fernandes, Antony, Ronaldo (71' Rashford)                                                                     |
| 16 października 2022, 15:00 Old Trafford 73 726 widzów            | |                                            |                                                             | de Gea, Shaw, Varane, Martínez, Dalot, Fred, Casemiro, Sancho, Fernandes, Antony, Ronaldo (71' Rashford)                                                                     |
| 19 października 2022, 21:15 Old Trafford 73 677 widzów            | Manchester United | 2 – 0                                      | Tottenham Hotspur                                           | de Gea, Dalot, Varane, Martínez, Shaw, Casemiro (87' Eriksen), Fred, Antony (76' McTominay), Fernandes, Sancho (87' Elanga), Rashford                                        |
| 19 października 2022, 21:15 Old Trafford 73 677 widzów            | 47' Fred 69' Bruno Fernandes                                                                                            |                                            |                                                             | de Gea, Dalot, Varane, Martínez, Shaw, Casemiro (87' Eriksen), Fred, Antony (76' McTominay), Fernandes, Sancho (87' Elanga), Rashford                                        |
| 22 października 2022, 18:30 Stamford Bridge 39 503 widzów         | Chelsea | 1 – 1                                      | Manchester United                                           | de Gea, Dalot, Varane (59' Lindelöf), Martínez, Shaw, Casemiro, Eriksen (80' McTominay), Antony, Fernandes, Sancho (51' Fred), Rashford (80' Elanga)                         |
| 22 października 2022, 18:30 Stamford Bridge 39 503 widzów         | 87' Jorginho (r.k.) |                                            | Casemiro 90+4'                                              | de Gea, Dalot, Varane (59' Lindelöf), Martínez, Shaw, Casemiro, Eriksen (80' McTominay), Antony, Fernandes, Sancho (51' Fred), Rashford (80' Elanga)                         |
| 30 października 2022, 17:15 Old Trafford 73 682 widzów            | Manchester United | 1 – 0                                      | West Ham United                                             | de Gea, Dalot, Maguire, Martínez, Shaw, Casemiro, Eriksen (79' Fred), Rashford, Fernandes, Elanga (60' McTominay), Ronaldo                                                   |
| 30 października 2022, 17:15 Old Trafford 73 682 widzów            | 38' Marcus Rashford |                                            |                                                             | de Gea, Dalot, Maguire, Martínez, Shaw, Casemiro, Eriksen (79' Fred), Rashford, Fernandes, Elanga (60' McTominay), Ronaldo                                                   |
| 6 listopada 2022, 15:00 Villa Park 42 058 widzów                  | Aston Villa | 3 – 1                                      | Manchester United                                           | de Gea, Dalot, Lindelöf, Martínez, Shaw (65' Malacia), Casemiro, Eriksen, Garnacho (65' Martial), van de Beek (65' Elanga), Rashford, Ronaldo                                |
| 6 listopada 2022, 15:00 Villa Park 42 058 widzów                  | 7' Leon Bailey 11' Lucas Digne 49' Jacob Ramsey                                                                         |                                            | Jacob Ramsey 45' (sam.)                                     | de Gea, Dalot, Lindelöf, Martínez, Shaw (65' Malacia), Casemiro, Eriksen, Garnacho (65' Martial), van de Beek (65' Elanga), Rashford, Ronaldo                                |
| 13 listopada 2022, 17:30 Craven Cottage 24 246 widzów             | Fulham | 1 – 2                                      | Manchester United                                           | de Gea, Malacia, Lindelöf, Martínez, Shaw, Casemiro, Eriksen, Elanga (55' McTominay), Fernandes, Rashford, Martial (72' Garnacho)                                            |
| 13 listopada 2022, 17:30 Craven Cottage 24 246 widzów             | 61' Daniel James |                                            | Christian Eriksen 14' Alejandro Garnacho 90+3'              | de Gea, Malacia, Lindelöf, Martínez, Shaw, Casemiro, Eriksen, Elanga (55' McTominay), Fernandes, Rashford, Martial (72' Garnacho)                                            |
| 27 grudnia 2022, 21:00 Old Trafford 73 608 widzów                 | Manchester United | 3 – 0                                      | Nottingham Forest                                           | de Gea, Wan-Bissaka, Varane (76' Maguire), Shaw, Malacia, Casemiro, Eriksen (76' Fred), Fernandes, Antony (64' Garnacho), Martial (64' van de Beek), Rashford (86' Elanga)   |
| 27 grudnia 2022, 21:00 Old Trafford 73 608 widzów                 | 19' Marcus Rashford 23' Anthony Martial 87' Fred                                                                        |                                            |                                                             | de Gea, Wan-Bissaka, Varane (76' Maguire), Shaw, Malacia, Casemiro, Eriksen (76' Fred), Fernandes, Antony (64' Garnacho), Martial (64' van de Beek), Rashford (86' Elanga)   |
| 31 grudnia 2022, 13:30 Molineux Stadium 31 658 widzów             | Wolverhampton Wanderers                                                                                                 | 0 – 1                                      | Manchester United                                           | de Gea, Wan-Bissaka, Varane, Shaw, Malacia, Eriksen (61' Fred), Casemiro, Antony (90' Elanga), Fernandes (90' Maguire), Garnacho (46' Rashford), Martial (81' van de Beek)   |
| 31 grudnia 2022, 13:30 Molineux Stadium 31 658 widzów             | | Marcus Rashford 76'                        |                                                             | de Gea, Wan-Bissaka, Varane, Shaw, Malacia, Eriksen (61' Fred), Casemiro, Antony (90' Elanga), Fernandes (90' Maguire), Garnacho (46' Rashford), Martial (81' van de Beek)   |
| 3 stycznia 2023, 21:00 Old Trafford 73 322 widzów                 | Manchester United | 3 – 0                                      | Bournemouth                                                 | de Gea, Wan-Bissaka (68' Dalot), Lindelöf (88' Martínez), Maguire, Shaw, Casemiro, Eriksen (68' Fred), Fernandes, van de Beek (45' Garnacho), Rashford, Martial (68' Elanga) |
| 3 stycznia 2023, 21:00 Old Trafford 73 322 widzów                 | 23' Casemiro 49' Luke Shaw 86' Marcus Rashford                                                                          |                                            |                                                             | de Gea, Wan-Bissaka (68' Dalot), Lindelöf (88' Martínez), Maguire, Shaw, Casemiro, Eriksen (68' Fred), Fernandes, van de Beek (45' Garnacho), Rashford, Martial (68' Elanga) |
| 14 stycznia 2023, 13:30 Old Trafford 75 546 widzów                | Manchester United | 2 – 1                                      | Manchester City                                             | de Gea, Wan-Bissaka, Varane, Shaw, Malacia (90' Martínez), Casemiro (90' McTominay), Fred, Fernandes, Eriksen (72' Garnacho), Rashford (90' Maguire), Martial (46' Antony)   |
| 14 stycznia 2023, 13:30 Old Trafford 75 546 widzów                | 78' Bruno Fernandes 82' Marcus Rashford                                                                                 |                                            | Jack Grealish 60'                                           | de Gea, Wan-Bissaka, Varane, Shaw, Malacia (90' Martínez), Casemiro (90' McTominay), Fred, Fernandes, Eriksen (72' Garnacho), Rashford (90' Maguire), Martial (46' Antony)   |
| 18 stycznia 2023, 21:00 Selhurst Park 23 343 widzów               | Crystal Palace | 1 – 1                                      | Manchester United                                           | de Gea, Wan-Bissaka, Varane, Martínez, Shaw, Casemiro, Eriksen (83' Fred), Antony (69' Garnacho), Fernandes, Rashford, Weghorst (69' McTominay)                              |
| 18 stycznia 2023, 21:00 Selhurst Park 23 343 widzów               | 90+1' Michael Olise |                                            | Bruno Fernandes 44'                                         | de Gea, Wan-Bissaka, Varane, Martínez, Shaw, Casemiro, Eriksen (83' Fred), Antony (69' Garnacho), Fernandes, Rashford, Weghorst (69' McTominay)                              |
| 22 stycznia 2023, 17:30 Emirates Stadium 60 325 widzów            | Arsenal | 3 – 2                                      | Manchester United                                           | de Gea, Wan-Bissaka, Varane (90' Garnacho), Martínez, Shaw, Eriksen, McTominay, Antony (71' Fred), Fernandes, Rashford, Weghorst                                             |
| 22 stycznia 2023, 17:30 Emirates Stadium 60 325 widzów            | 24' Eddie Nketiah 53' Bukayo Saka 90' Eddie Nketiah                                                                     |                                            | Marcus Rashford 17' Lisandro Martínez 59'                   | de Gea, Wan-Bissaka, Varane (90' Garnacho), Martínez, Shaw, Eriksen, McTominay, Antony (71' Fred), Fernandes, Rashford, Weghorst                                             |
| 4 lutego 2023, 16:00 Old Trafford 73 420 widzów                   | Manchester United | 2 – 1                                      | Crystal Palace                                              | de Gea, Wan-Bissaka (87' Maguire), Varane, Martínez, Shaw, Casemiro, Fred, Antony (81' Sabitzer), Fernandes, Rashford, Weghorst (59' Garnacho {87' Lindelöf})                |
| 4 lutego 2023, 16:00 Old Trafford 73 420 widzów                   | 7' Bruno Fernandes (r.k.) 62' Marcus Rashford                                                                           |                                            | Jeff Schlupp 76'                                            | de Gea, Wan-Bissaka (87' Maguire), Varane, Martínez, Shaw, Casemiro, Fred, Antony (81' Sabitzer), Fernandes, Rashford, Weghorst (59' Garnacho {87' Lindelöf})                |
| 8 lutego 2023, 21:00 Old Trafford 73 456 widzów                   | Manchester United | 2 – 2                                      | Leeds United                                                | de Gea, Dalot (81' Malacia), Varane, Martínez, Shaw, Sabitzer (81' Lindelöf), Fred, Rashford, Fernandes, Garnacho (59' Pellistri), Weghorst (59' Sancho)                     |
| 8 lutego 2023, 21:00 Old Trafford 73 456 widzów                   | 62' Marcus Rashford 70' Jadon Sancho                                                                                    |                                            | Wilfried Gnonto 1' Raphaël Varane 48' (sam.)                | de Gea, Dalot (81' Malacia), Varane, Martínez, Shaw, Sabitzer (81' Lindelöf), Fred, Rashford, Fernandes, Garnacho (59' Pellistri), Weghorst (59' Sancho)                     |
| 12 lutego 2023, 15:00 Elland Road 36 919 widzów                   | Leeds United | 0 – 2                                      | Manchester United                                           | de Gea, Dalot (73' Wan-Bissaka), Maguire, Shaw, Malacia (61' Martínez), Fred, Sabitzer, Rashford (90' Elanga), Fernandes, Sancho (61' Garnacho), Weghorst                    |
| 12 lutego 2023, 15:00 Elland Road 36 919 widzów                   | | Marcus Rashford 80' Alejandro Garnacho 85' |                                                             | de Gea, Dalot (73' Wan-Bissaka), Maguire, Shaw, Malacia (61' Martínez), Fred, Sabitzer, Rashford (90' Elanga), Fernandes, Sancho (61' Garnacho), Weghorst                    |
| 19 lutego 2023, 15:00 Old Trafford 73 578 widzów                  | Manchester United | 3 – 0                                      | Leicester City                                              | de Gea, Dalot, Lindelöf, Martínez, Shaw (69' Wan-Bissaka), Fred (58' McTominay), Sabitzer (80' Mainoo), Rashford (69' Elanga), Fernandes, Garnacho (46' Sancho), Weghorst    |
| 19 lutego 2023, 15:00 Old Trafford 73 578 widzów                  | 25' Marcus Rashford 56' Marcus Rashford 61' Jadon Sancho                                                                |                                            |                                                             | de Gea, Dalot, Lindelöf, Martínez, Shaw (69' Wan-Bissaka), Fred (58' McTominay), Sabitzer (80' Mainoo), Rashford (69' Elanga), Fernandes, Garnacho (46' Sancho), Weghorst    |
| 5 marca 2023, 17:30 Anfield 53 001 widzów                         | Liverpool | 7 – 0                                      | Manchester United                                           | de Gea, Dalot, Varane, Martínez (76' Malacia), Shaw, Casemiro (76' Sabitzer), Fred (58' McTominay), Antony, Fernandes, Rashford (85' Elanga), Weghorst (58' Garnacho)        |
| 5 marca 2023, 17:30 Anfield 53 001 widzów                         | 43' Cody Gakpo 47' Darwin Núñez 50' Cody Gakpo 66' Mohamed Salah 75' Darwin Núñez 83' Mohamed Salah 88' Roberto Firmino |                                            |                                                             | de Gea, Dalot, Varane, Martínez (76' Malacia), Shaw, Casemiro (76' Sabitzer), Fred (58' McTominay), Antony, Fernandes, Rashford (85' Elanga), Weghorst (58' Garnacho)        |
| 12 marca 2023, 15:00 Old Trafford 73 439 widzów                   | Manchester United | 0 – 0                                      | Southampton                                                 | de Gea, Wan-Bissaka, Varane, Martínez (90' Maguire), Shaw, Casemiro, Fernandes, Antony (73' Pellistri), Sancho (73' Garnacho {90' Fred}), Rashford, Weghorst (44' McTominay) |
| 12 marca 2023, 15:00 Old Trafford 73 439 widzów                   | |                                            |                                                             | de Gea, Wan-Bissaka, Varane, Martínez (90' Maguire), Shaw, Casemiro, Fernandes, Antony (73' Pellistri), Sancho (73' Garnacho {90' Fred}), Rashford, Weghorst (44' McTominay) |
| 2 kwietnia 2023, 17:30 St James’ Park 52 268 widzów               | Newcastle United | 2 – 0                                      | Manchester United                                           | de Gea, Dalot, Varane (82' Lindelöf), Martínez (82' Pellistri), Shaw, Sabitzer, McTominay (82' Fred), Antony (61' Sancho), Fernandes, Rashford, Weghorst (61' Martial)       |
| 2 kwietnia 2023, 17:30 St James’ Park 52 268 widzów               | 65' Joe Willock 88' Callum Wilson                                                                                       |                                            |                                                             | de Gea, Dalot, Varane (82' Lindelöf), Martínez (82' Pellistri), Shaw, Sabitzer, McTominay (82' Fred), Antony (61' Sancho), Fernandes, Rashford, Weghorst (61' Martial)       |
| 5 kwietnia 2023, 21:00 Old Trafford 73 309 widzów                 | Manchester United | 1 – 0                                      | Brentford                                                   | de Gea, Dalot, Varane, Martínez, Shaw (37' Malacia), McTominay, Sabitzer (71' Fred), Antony (86' Lindelöf), Fernandes, Sancho (71' Martial), Rashford                        |
| 5 kwietnia 2023, 21:00 Old Trafford 73 309 widzów                 | 27' Marcus Rashford |                                            |                                                             | de Gea, Dalot, Varane, Martínez, Shaw (37' Malacia), McTominay, Sabitzer (71' Fred), Antony (86' Lindelöf), Fernandes, Sancho (71' Martial), Rashford                        |
| 8 kwietnia 2023, 13:30 Old Trafford 73 509 widzów                 | Manchester United | 2 – 0                                      | Everton                                                     | de Gea, Wan-Bissaka, Maguire, Martínez, Malacia, McTominay, Fernandes, Antony (60' Martial), Sabitzer (76' Fred), Sancho (76' Eriksen), Rashford (81' Weghorst)              |
| 8 kwietnia 2023, 13:30 Old Trafford 73 509 widzów                 | 36' Scott McTominay 71' Anthony Martial                                                                                 |                                            |                                                             | de Gea, Wan-Bissaka, Maguire, Martínez, Malacia, McTominay, Fernandes, Antony (60' Martial), Sabitzer (76' Fred), Sancho (76' Eriksen), Rashford (81' Weghorst)              |
| 16 kwietnia 2023, 17:30 City Ground 29 435 widzów                 | Nottingham Forest | 0 – 2                                      | Manchester United                                           | de Gea, Wan-Bissaka, Lindelöf, Maguire, Dalot, Casemiro, Eriksen (78' Fred), Antony, Fernandes, Sancho, Martial (72' Weghorst)                                               |
| 16 kwietnia 2023, 17:30 City Ground 29 435 widzów                 | | Antony 32' Diogo Dalot 76'                 |                                                             | de Gea, Wan-Bissaka, Lindelöf, Maguire, Dalot, Casemiro, Eriksen (78' Fred), Antony, Fernandes, Sancho, Martial (72' Weghorst)                                               |
| 27 kwietnia 2023, 21:15 Tottenham Hotspur Stadium 61 586 widzów   | Tottenham Hotspur | 2 – 2                                      | Manchester United                                           | de Gea, Wan-Bissaka (71' Malacia), Lindelöf, Shaw, Dalot, Casemiro, Eriksen (61' Fred), Antony (71' Weghorst), Fernandes, Sancho (61' Martial), Rashford                     |
| 27 kwietnia 2023, 21:15 Tottenham Hotspur Stadium 61 586 widzów   | 56' Pedro Porro 79' Son Heung-min                                                                                       |                                            | Jadon Sancho 7' Marcus Rashford 44'                         | de Gea, Wan-Bissaka (71' Malacia), Lindelöf, Shaw, Dalot, Casemiro, Eriksen (61' Fred), Antony (71' Weghorst), Fernandes, Sancho (61' Martial), Rashford                     |
| 30 kwietnia 2023, 15:00 Old Trafford 73 592 widzów                | Manchester United | 1 – 0                                      | Aston Villa                                                 | de Gea, Dalot, Lindelöf, Shaw, Malacia, Casemiro, Eriksen (76' Fred), Sancho (76' Antony), Sabitzer (86' Maguire), Fernandes, Rashford (86' Martial)                         |
| 30 kwietnia 2023, 15:00 Old Trafford 73 592 widzów                | 39' Bruno Fernandes |                                            |                                                             | de Gea, Dalot, Lindelöf, Shaw, Malacia, Casemiro, Eriksen (76' Fred), Sancho (76' Antony), Sabitzer (86' Maguire), Fernandes, Rashford (86' Martial)                         |
| 4 maja 2023, 21:00 Amex Stadium 31 577 widzów                     | Brighton & Hove Albion                                                                                                  | 1 – 0                                      | Manchester United                                           | de Gea, Wan-Bissaka, Lindelöf, Shaw, Dalot, Casemiro, Fred (76' Sabitzer), Antony (76' Sancho), Fernandes, Rashford, Martial (84' Weghorst)                                  |
| 4 maja 2023, 21:00 Amex Stadium 31 577 widzów                     | 90+9' Alexis Mac Allister (r.k.)                                                                                        |                                            |                                                             | de Gea, Wan-Bissaka, Lindelöf, Shaw, Dalot, Casemiro, Fred (76' Sabitzer), Antony (76' Sancho), Fernandes, Rashford, Martial (84' Weghorst)                                  |
| 7 maja 2023, 20:00 Stadion Olimpijski w Londynie 62 477 widzów    | West Ham United | 1 – 0                                      | Manchester United                                           | de Gea, Wan-Bissaka (87' Dalot), Lindelöf, Shaw, Malacia (87' Fred), Casemiro, Eriksen (74' Sabitzer), Antony (74' Sancho), Fernandes, Rashford, Weghorst (57' Martial)      |
| 7 maja 2023, 20:00 Stadion Olimpijski w Londynie 62 477 widzów    | 27' Saïd Benrahma |                                            |                                                             | de Gea, Wan-Bissaka (87' Dalot), Lindelöf, Shaw, Malacia (87' Fred), Casemiro, Eriksen (74' Sabitzer), Antony (74' Sancho), Fernandes, Rashford, Weghorst (57' Martial)      |
| 13 maja 2023, 16:00 Old Trafford 73 570 widzów                    | Manchester United | 2 – 0                                      | Wolverhampton Wanderers                                     | de Gea, Wan-Bissaka, Lindelöf, Varane (81' Maguire), Shaw, Casemiro, Eriksen (81' Fred), Antony, Fernandes, Sancho (81' Garnacho), Martial (69' Weghorst)                    |
| 13 maja 2023, 16:00 Old Trafford 73 570 widzów                    | 32' Anthony Martial 90+4' Alejandro Garnacho                                                                            |                                            |                                                             | de Gea, Wan-Bissaka, Lindelöf, Varane (81' Maguire), Shaw, Casemiro, Eriksen (81' Fred), Antony, Fernandes, Sancho (81' Garnacho), Martial (69' Weghorst)                    |
| 20 maja 2023, 16:00 Vitality Stadium 10 240 widzów                | Bournemouth | 0 – 1                                      | Manchester United                                           | de Gea, Wan-Bissaka, Varane, Lindelöf, Shaw, Casemiro, Eriksen (86' McTominay), Antony (86' Fred), Fernandes, Sancho (72' Garnacho), Martial (57' Weghorst)                  |
| 20 maja 2023, 16:00 Vitality Stadium 10 240 widzów                | | Casemiro 9'                                |                                                             | de Gea, Wan-Bissaka, Varane, Lindelöf, Shaw, Casemiro, Eriksen (86' McTominay), Antony (86' Fred), Fernandes, Sancho (72' Garnacho), Martial (57' Weghorst)                  |
| 25 maja 2023, 21:00 Old Trafford 73 561 widzów                    | Manchester United | 4 – 1                                      | Chelsea                                                     | de Gea, Wan-Bissaka, Varane, Lindelöf, Shaw (46' Malacia), Casemiro, Eriksen (70' Fred), Antony (28' Rashford), Fernandes (85' McTominay), Sancho, Martial (70' Garnacho)    |
| 25 maja 2023, 21:00 Old Trafford 73 561 widzów                    | 6' Casemiro 45+6' Anthony Martial 73' Bruno Fernandes (r.k.) 78' Marcus Rashford                                        |                                            | João Félix 89'                                              | de Gea, Wan-Bissaka, Varane, Lindelöf, Shaw (46' Malacia), Casemiro, Eriksen (70' Fred), Antony (28' Rashford), Fernandes (85' McTominay), Sancho, Martial (70' Garnacho)    |
| 28 maja 2023, 17:30 Old Trafford 73 465 widzów                    | Manchester United | 2 – 1                                      | Fulham                                                      | de Gea, Dalot, Lindelöf, Maguire, Malacia, Casemiro, Fred (66' McTominay), Sancho (66' Eriksen), Fernandes (83' Pellistri), Garnacho (66' Martial), Rashford (77' Weghorst)  |
| 28 maja 2023, 17:30 Old Trafford 73 465 widzów                    | 39' Jadon Sancho 55' Bruno Fernandes                                                                                    |                                            | Kenny Tete 19'                                              | de Gea, Dalot, Lindelöf, Maguire, Malacia, Casemiro, Fred (66' McTominay), Sancho (66' Eriksen), Fernandes (83' Pellistri), Garnacho (66' Martial), Rashford (77' Weghorst)  |

| Kolejka  | 1  | 2  | 3  | 4 | 5 | 6 | 7 | 8 | 9 | 10 | 11 | 12 | 13 | 14 | 15 | 16 | 17 | 18 | 19 | 20 | 21 | 22 | 23 | 24 | 25 | 26 | 27 | 28 | 29 | 30 | 31 | 32 | 33 | 34 | 35 | 36 | 37 | 38 |
| Rezultat | P  | P  | W  | W | W | W | P | W | R | W  | R  | W  | P  | W  | W  | W  | W  | W  | R  | P  | W  | R  | W  | W  | P  | R  | P  | W  | W  | W  | R  | W  | P  | P  | W  | W  | W  | W  |
| Miejsce  | 13 | 20 | 14 | 8 | 5 | 5 | 6 | 5 | 5 | 5  | 5  | 4  | 5  | 5  | 5  | 4  | 3  | 3  | 3  | 4  | 3  | 3  | 3  | 3  | 3  | 3  | 4  | 4  | 4  | 3  | 3  | 3  | 4  | 4  | 4  | 4  | 3  | 3  |

| Poz | Klub              | M  | W  | R  | P | G+ | G- | +/− | Pkt |
| --- | ----------------- | -- | -- | -- | - | -- | -- | --- | --- |
| 2   | Arsenal           | 38 | 26 | 6  | 6 | 88 | 43 | +45 | 84  |
| 3   | Manchester United | 38 | 23 | 6  | 9 | 58 | 43 | +15 | 75  |
| 4   | Newcastle United  | 38 | 19 | 14 | 5 | 68 | 33 | +35 | 71  |

### Puchar Anglii
| Szczegóły meczu                                              | Wynik                                                              | Wynik               | Wynik                      | Skład |
| ------------------------------------------------------------ | ------------------------------------------------------------------ | ------------------- | -------------------------- | --- |
| 6 stycznia 2023, 21:00 Old Trafford 72 306 widzów, 3. runda  | Manchester United                                                  | 3 – 1               | Everton                    | de Gea, Dalot, Varane, Shaw, Malacia (77' Martínez), Casemiro (71' Fred), Eriksen (83' Maguire), Antony (83' McTominay), Fernandes, Rashford, Martial (71' Garnacho)          |
| 6 stycznia 2023, 21:00 Old Trafford 72 306 widzów, 3. runda  | 4' Antony 52' Conor Coady (sam.) 90+6' Marcus Rashford             |                     | Conor Coady 14'            | de Gea, Dalot, Varane, Shaw, Malacia (77' Martínez), Casemiro (71' Fred), Eriksen (83' Maguire), Antony (83' McTominay), Fernandes, Rashford, Martial (71' Garnacho)          |
| 28 stycznia 2023, 21:00 Old Trafford 73 460 widzów, 4. runda | Manchester United                                                  | 3 – 1               | Reading                    | de Gea, Wan-Bissaka, Maguire, Lindelöf, Malacia, Casemiro (73' Mainoo), Eriksen (57' Fred), Antony, Fernandes (68' Pellistri), Rashford (68' Garnacho), Weghorst (73' Elanga) |
| 28 stycznia 2023, 21:00 Old Trafford 73 460 widzów, 4. runda | 55' Casemiro 58' Casemiro 67' Fred                                 |                     | Amadou Salif Mbengue 72'   | de Gea, Wan-Bissaka, Maguire, Lindelöf, Malacia, Casemiro (73' Mainoo), Eriksen (57' Fred), Antony, Fernandes (68' Pellistri), Rashford (68' Garnacho), Weghorst (73' Elanga) |
| 1 marca 2023, 20:45 Old Trafford 72 571 widzów, 5. runda     | Manchester United                                                  | 3 – 1               | West Ham United            | de Gea, Dalot, Maguire, Lindelöf (58' Martínez), Malacia, McTominay (46' Casemiro), Sabitzer (86' Fred), Antony (58' Rashford), Fernandes, Garnacho (90' Varane), Weghorst    |
| 1 marca 2023, 20:45 Old Trafford 72 571 widzów, 5. runda     | 78' Nayef Aguerd (sam.) 90' Alejandro Garnacho 90+5' Fred          |                     | Saïd Benrahma 55'          | de Gea, Dalot, Maguire, Lindelöf (58' Martínez), Malacia, McTominay (46' Casemiro), Sabitzer (86' Fred), Antony (58' Rashford), Fernandes, Garnacho (90' Varane), Weghorst    |
| 19 marca 2023, 17:30 Old Trafford 73 511 widzów, 1/4 finału  | Manchester United                                                  | 3 – 1               | Fulham                     | de Gea, Wan-Bissaka, Maguire, Martínez, Shaw, McTominay (58' Antony), Sabitzer, Sancho, Fernandes, Rashford (83' Fred), Weghorst                                              |
| 19 marca 2023, 17:30 Old Trafford 73 511 widzów, 1/4 finału  | 75' Bruno Fernandes (r.k.) 77' Marcel Sabitzer 90' Bruno Fernandes |                     | Aleksandar Mitrović 50'    | de Gea, Wan-Bissaka, Maguire, Martínez, Shaw, McTominay (58' Antony), Sabitzer, Sancho, Fernandes, Rashford (83' Fred), Weghorst                                              |
| 23 kwietnia 2023, 17:30 Wembley 81 445 widzów, 1/2 finału    | Brighton & Hove Albion                                             | 0 – 0 (6-7 po r.k.) | Manchester United          | de Gea, Dalot, Lindelöf, Shaw, Wan-Bissaka (101' Malacia), Eriksen (62' Fred), Casemiro, Antony (91' Sabitzer), Fernandes (101' Weghorst), Rashford, Martial (85' Sancho)     |
| 23 kwietnia 2023, 17:30 Wembley 81 445 widzów, 1/2 finału    |                                                                    |                     |                            | de Gea, Dalot, Lindelöf, Shaw, Wan-Bissaka (101' Malacia), Eriksen (62' Fred), Casemiro, Antony (91' Sabitzer), Fernandes (101' Weghorst), Rashford, Martial (85' Sancho)     |
| 3 czerwca 2023, 16:00 Wembley 83 179 widzów, finał           | Manchester City                                                    | 2 – 1               | Manchester United          | de Gea, Wan-Bissaka, Varane, Lindelöf (83' McTominay), Shaw, Casemiro, Fred, Fernandes, Eriksen (62' Garnacho), Sancho (78' Weghorst), Rashford                               |
| 3 czerwca 2023, 16:00 Wembley 83 179 widzów, finał           | 1' İlkay Gündoğan 51' İlkay Gündoğan                               |                     | Bruno Fernandes 33' (r.k.) | de Gea, Wan-Bissaka, Varane, Lindelöf (83' McTominay), Shaw, Casemiro, Fred, Fernandes, Eriksen (62' Garnacho), Sancho (78' Weghorst), Rashford                               |

### Puchar Ligi
| Szczegóły meczu                                                              | Wynik                                                                           | Wynik                                                    | Wynik                                    | Skład |
| ---------------------------------------------------------------------------- | ------------------------------------------------------------------------------- | -------------------------------------------------------- | ---------------------------------------- | --- |
| 10 listopada 2022, 21:00 Old Trafford 72 512 widzów, 3. runda                | Manchester United                                                               | 4 – 2                                                    | Aston Villa                              | Dúbravka, Dalot, Maguire, Lindelöf (87' Martínez), Malacia, McTominay, Fred (62' Eriksen), Fernandes, van de Beek (62' Elanga), Rashford (82' Casemiro), Martial (62' Garnacho) |
| 10 listopada 2022, 21:00 Old Trafford 72 512 widzów, 3. runda                | 49' Anthony Martial 68' Marcus Rashford 79' Bruno Fernandes 90' Scott McTominay |                                                          | Ollie Watkins 48' Diogo Dalot 61' (sam.) | Dúbravka, Dalot, Maguire, Lindelöf (87' Martínez), Malacia, McTominay, Fred (62' Eriksen), Fernandes, van de Beek (62' Elanga), Rashford (82' Casemiro), Martial (62' Garnacho) |
| 21 grudnia 2022, 21:00 Old Trafford 62 062 widzów, 4. runda                  | Manchester United                                                               | 2 – 0                                                    | Burnley                                  | Dúbravka, Wan-Bissaka (71' Shaw), Lindelöf, Casemiro, Malacia (85' Williams), McTominay, Eriksen, Rashford (85' Fred), Fernandes, Garnacho (58' Antony), Martial (71' Elanga)   |
| 21 grudnia 2022, 21:00 Old Trafford 62 062 widzów, 4. runda                  | 27' Christian Eriksen 57' Marcus Rashford                                       |                                                          |                                          | Dúbravka, Wan-Bissaka (71' Shaw), Lindelöf, Casemiro, Malacia (85' Williams), McTominay, Eriksen, Rashford (85' Fred), Fernandes, Garnacho (58' Antony), Martial (71' Elanga)   |
| 10 stycznia 2023, 21:00 Old Trafford 74 345 widzów, 1/4 finału               | Manchester United                                                               | 3 – 0                                                    | Charlton Athletic                        | Heaton, Dalot (34' Wan-Bissaka), Maguire, Martínez, Malacia, McTominay, Fred (60' Eriksen), Antony (60' Rashford), Mainoo (60' Casemiro), Elanga (84' Pellistri), Garnacho      |
| 10 stycznia 2023, 21:00 Old Trafford 74 345 widzów, 1/4 finału               | 21' Antony 90' Marcus Rashford 90+4' Marcus Rashford                            |                                                          |                                          | Heaton, Dalot (34' Wan-Bissaka), Maguire, Martínez, Malacia, McTominay, Fred (60' Eriksen), Antony (60' Rashford), Mainoo (60' Casemiro), Elanga (84' Pellistri), Garnacho      |
| 25 stycznia 2023, 21:00 City Ground 29 325 widzów, 1/2 finału, pierwszy mecz | Nottingham Forest                                                               | 0 – 3                                                    | Manchester United                        | de Gea, Wan-Bissaka, Lindelöf, Martínez, Malacia, Casemiro, Eriksen (71' Fred), Antony (71' Pellistri), Fernandes, Rashford (57' Garnacho), Weghorst (85' Elanga)               |
| 25 stycznia 2023, 21:00 City Ground 29 325 widzów, 1/2 finału, pierwszy mecz |                                                                                 | Marcus Rashford 6' Wout Weghorst 45' Bruno Fernandes 89' |                                          | de Gea, Wan-Bissaka, Lindelöf, Martínez, Malacia, Casemiro, Eriksen (71' Fred), Antony (71' Pellistri), Fernandes, Rashford (57' Garnacho), Weghorst (85' Elanga)               |
| 1 lutego 2023, 21:00 Old Trafford 72 315 widzów, 1/2 finału, drugi mecz      | Manchester United                                                               | 2 – 0                                                    | Nottingham Forest                        | Heaton, Wan-Bissaka, Varane (80' Maguire), Martínez, Shaw, Casemiro (80' Lindelöf), Fred, Antony (62' Sancho), Fernandes, Garnacho (62' Rashford), Weghorst (62' Martial)       |
| 1 lutego 2023, 21:00 Old Trafford 72 315 widzów, 1/2 finału, drugi mecz      | 73' Anthony Martial 76' Fred                                                    |                                                          |                                          | Heaton, Wan-Bissaka, Varane (80' Maguire), Martínez, Shaw, Casemiro (80' Lindelöf), Fred, Antony (62' Sancho), Fernandes, Garnacho (62' Rashford), Weghorst (62' Martial)       |
| 26 lutego 2023, 17:30 Wembley 87 306 widzów, finał                           | Newcastle United                                                                | 0 – 2                                                    | Manchester United                        | de Gea, Dalot (46' Wan-Bissaka), Varane, Martínez, Shaw, Casemiro, Fred (69' Sabitzer), Antony (82' Sancho), Fernandes, Rashford (88' Maguire), Weghorst (69' McTominay)        |
| 26 lutego 2023, 17:30 Wembley 87 306 widzów, finał                           |                                                                                 | Casemiro 33' Marcus Rashford 39'                         |                                          | de Gea, Dalot (46' Wan-Bissaka), Varane, Martínez, Shaw, Casemiro, Fred (69' Sabitzer), Antony (82' Sancho), Fernandes, Rashford (88' Maguire), Weghorst (69' McTominay)        |

### Liga Europy
| Szczegóły meczu                                        | Wynik                                                     | Wynik                                         | Wynik                                                       | Skład |
| ------------------------------------------------------ | --------------------------------------------------------- | --------------------------------------------- | ----------------------------------------------------------- | --- |
| 8 września 2022, 21:00 Old Trafford 74 310 widzów      | Manchester United                                         | 0 – 1                                         | Real Sociedad                                               | de Gea, Dalot (46' Martínez), Maguire, Lindelöf, Malacia (83' McNeill), Fred, Casemiro, Eriksen (46' Fernandes), Antony (70' Sancho), Ronaldo, Elanga (70' Garnacho)          |
| 8 września 2022, 21:00 Old Trafford 74 310 widzów      |                                                           | Brais Méndez 59' (r.k.)                       |                                                             | de Gea, Dalot (46' Martínez), Maguire, Lindelöf, Malacia (83' McNeill), Fred, Casemiro, Eriksen (46' Fernandes), Antony (70' Sancho), Ronaldo, Elanga (70' Garnacho)          |
| 15 września 2022, 18:45 Stadion Zimbru 8 734 widzów    | Sheriff Tyraspol                                          | 0 – 2                                         | Manchester United                                           | de Gea, Malacia, Martínez (89' Maguire), Varane, Dalot (70' Shaw), Eriksen, McTominay (46' Casemiro), Sancho, Fernandes, Antony (89' Garnacho), Ronaldo (81' Elanga)          |
| 15 września 2022, 18:45 Stadion Zimbru 8 734 widzów    |                                                           | Jadon Sancho 17' Cristiano Ronaldo 39' (r.k.) |                                                             | de Gea, Malacia, Martínez (89' Maguire), Varane, Dalot (70' Shaw), Eriksen, McTominay (46' Casemiro), Sancho, Fernandes, Antony (89' Garnacho), Ronaldo (81' Elanga)          |
| 6 października 2022, 18:45 Stadion GSP 20 011 widzów   | Omonia Nikozja                                            | 2 – 3                                         | Manchester United                                           | de Gea, Dalot, Lindelöf, Martínez, Malacia (46' Shaw), Casemiro (81' McTominay), Eriksen, Antony (74' Fred), Fernandes (62' Martial), Sancho (46' Rashford), Ronaldo          |
| 6 października 2022, 18:45 Stadion GSP 20 011 widzów   | 34' Karim Ansarifard 85' Nikolas Panayiotou               |                                               | Marcus Rashford 53' Anthony Martial 63' Marcus Rashford 84' | de Gea, Dalot, Lindelöf, Martínez, Malacia (46' Shaw), Casemiro (81' McTominay), Eriksen, Antony (74' Fred), Fernandes (62' Martial), Sancho (46' Rashford), Ronaldo          |
| 13 października 2022, 21:00 Old Trafford 74 310 widzów | Manchester United                                         | 1 – 0                                         | Omonia Nikozja                                              | de Gea, Dalot, Lindelöf, Martínez, Malacia (60' Shaw), Casemiro (81' McTominay), Fred (70' Eriksen), Antony (60' Sancho), Fernandes, Rashford, Ronaldo                        |
| 13 października 2022, 21:00 Old Trafford 74 310 widzów | 90+3' Scott McTominay                                     |                                               |                                                             | de Gea, Dalot, Lindelöf, Martínez, Malacia (60' Shaw), Casemiro (81' McTominay), Fred (70' Eriksen), Antony (60' Sancho), Fernandes, Rashford, Ronaldo                        |
| 27 października 2022, 21:00 Old Trafford 73 764 widzów | Manchester United                                         | 3 – 0                                         | Sheriff Tyraspol                                            | de Gea, Dalot (62' Shaw), Lindelöf, Martínez (46' Maguire), Malacia, Eriksen, Casemiro (62' McTominay), Antony (46' Rashford), Fernandes, Garnacho (79' van de Beek), Ronaldo |
| 27 października 2022, 21:00 Old Trafford 73 764 widzów | 44' Diogo Dalot 65' Marcus Rashford 81' Cristiano Ronaldo |                                               |                                                             | de Gea, Dalot (62' Shaw), Lindelöf, Martínez (46' Maguire), Malacia, Eriksen, Casemiro (62' McTominay), Antony (46' Rashford), Fernandes, Garnacho (79' van de Beek), Ronaldo |
| 3 listopada 2022, 18:45 Reale Arena 36 744 widzów      | Real Sociedad                                             | 0 – 1                                         | Manchester United                                           | de Gea, Dalot, Lindelöf (58' McTominay), Martínez, Shaw, Casemiro, Eriksen (82' Fred), Fernandes, van de Beek (58' Rashford), Garnacho (82' Maguire), Ronaldo                 |
| 3 listopada 2022, 18:45 Reale Arena 36 744 widzów      |                                                           | Alejandro Garnacho 17'                        |                                                             | de Gea, Dalot, Lindelöf (58' McTominay), Martínez, Shaw, Casemiro, Eriksen (82' Fred), Fernandes, van de Beek (58' Rashford), Garnacho (82' Maguire), Ronaldo                 |

| Drużyna           | M | W | R | P | G+ | G- | +/− | Pkt |
| ----------------- | - | - | - | - | -- | -- | --- | --- |
| Real Sociedad     | 6 | 5 | 0 | 1 | 10 | 2  | +8  | 15  |
| Manchester United | 6 | 5 | 0 | 1 | 10 | 3  | +7  | 15  |
| Sheriff Tyraspol  | 6 | 2 | 0 | 4 | 4  | 10 | -6  | 6   |
| Omonia Nikozja    | 6 | 0 | 0 | 6 | 3  | 12 | -9  | 0   |

| Szczegóły meczu                                                                            | Wynik                                                               | Wynik               | Wynik                                                | Skład |
| ------------------------------------------------------------------------------------------ | ------------------------------------------------------------------- | ------------------- | ---------------------------------------------------- | --- |
| 16 lutego 2023, 18:45 Camp Nou Runda Play-off, pierwszy mecz 90 225 widzów                 | FC Barcelona                                                        | 2 – 2               | Manchester United                                    | de Gea, Malacia, Shaw, Varane, Wan-Bissaka, Fred, Casemiro, Rashford, Fernandes, Sancho (81' Garnacho), Weghorst                                                               |
| 16 lutego 2023, 18:45 Camp Nou Runda Play-off, pierwszy mecz 90 225 widzów                 | 48' Marcos Alonso 76' Raphinha                                      |                     | Marcus Rashford 52' Jules Koundé 59' (sam.)          | de Gea, Malacia, Shaw, Varane, Wan-Bissaka, Fred, Casemiro, Rashford, Fernandes, Sancho (81' Garnacho), Weghorst                                                               |
| 23 lutego 2023, 21:00 Old Trafford Runda Play-off, drugi mecz 73 021 widzów                | Manchester United                                                   | 2 – 1               | FC Barcelona                                         | de Gea, Wan-Bissaka (66' Dalot), Varane, Martínez, Shaw, Casemiro, Fred, Fernandes, Weghorst (46' Antony), Sancho (66' Garnacho), Rashford (88' McTominay)                     |
| 23 lutego 2023, 21:00 Old Trafford Runda Play-off, drugi mecz 73 021 widzów                | 47' Fred 73' Antony                                                 |                     | Robert Lewandowski 18' (r.k.)                        | de Gea, Wan-Bissaka (66' Dalot), Varane, Martínez, Shaw, Casemiro, Fred, Fernandes, Weghorst (46' Antony), Sancho (66' Garnacho), Rashford (88' McTominay)                     |
| 9 marca 2023, 21:00 Old Trafford 1/8 finału, pierwszy mecz 72 998 widzów                   | Manchester United                                                   | 4 – 1               | Real Betis                                           | de Gea, Dalot (46' Wan-Bissaka), Varane, Martínez, Shaw (65' Malacia), Casemiro, Fred (81' McTominay), Antony (81' Pellistri), Weghorst, Fernandes, Rashford (65' Sancho)      |
| 9 marca 2023, 21:00 Old Trafford 1/8 finału, pierwszy mecz 72 998 widzów                   | 6' Marcus Rashford 52' Antony 58' Bruno Fernandes 82' Wout Weghorst |                     | Ayoze Pérez 32'                                      | de Gea, Dalot (46' Wan-Bissaka), Varane, Martínez, Shaw (65' Malacia), Casemiro, Fred (81' McTominay), Antony (81' Pellistri), Weghorst, Fernandes, Rashford (65' Sancho)      |
| 16 marca 2023, 18:45 Estadio Benito Villamarín 1/8 finału, drugi mecz 54 643 widzów        | Real Betis                                                          | 0 – 1               | Manchester United                                    | de Gea, Malacia, Martínez (75' Lindelöf), Maguire, Wan-Bissaka (75' Dalot), Fred (60' Sabitzer), Casemiro, Rashford (60' Sancho), Fernandes (68' Elanga), Pellistri, Weghorst  |
| 16 marca 2023, 18:45 Estadio Benito Villamarín 1/8 finału, drugi mecz 54 643 widzów        |                                                                     | Marcus Rashford 56' |                                                      | de Gea, Malacia, Martínez (75' Lindelöf), Maguire, Wan-Bissaka (75' Dalot), Fred (60' Sabitzer), Casemiro, Rashford (60' Sancho), Fernandes (68' Elanga), Pellistri, Weghorst  |
| 13 kwietnia 2023, 21:00 Old Trafford 1/4 finału, pierwszy mecz 72 825 widzów               | Manchester United                                                   | 2 – 2               | Sevilla FC                                           | de Gea, Wan-Bissaka, Varane (46' Maguire), Martínez, Malacia, Casemiro, Sabitzer, Antony (81' Pellistri), Fernandes (62' Eriksen), Sancho (62' Elanga), Martial (62' Weghorst) |
| 13 kwietnia 2023, 21:00 Old Trafford 1/4 finału, pierwszy mecz 72 825 widzów               | 14' Marcel Sabitzer 21' Marcel Sabitzer                             |                     | Tyrell Malacia 84' (sam.) Harry Maguire 90+2' (sam.) | de Gea, Wan-Bissaka, Varane (46' Maguire), Martínez, Malacia, Casemiro, Sabitzer, Antony (81' Pellistri), Fernandes (62' Eriksen), Sancho (62' Elanga), Martial (62' Weghorst) |
| 20 kwietnia 2023, 21:00 Estadio Ramón Sánchez Pizjuán 1/4 finału, drugi mecz 41 974 widzów | Sevilla FC                                                          | 3 – 0               | Manchester United                                    | de Gea, Dalot, Lindelöf, Maguire, Wan-Bissaka (46' Shaw), Sabitzer (68' Fred), Casemiro, Eriksen (86' Elanga), Sancho (46' Rashford), Martial (54' Weghorst), Antony           |
| 20 kwietnia 2023, 21:00 Estadio Ramón Sánchez Pizjuán 1/4 finału, drugi mecz 41 974 widzów | 8' Youssef En-Nesyri 47' Loïc Badé 81' Youssef En-Nesyri            |                     |                                                      | de Gea, Dalot, Lindelöf, Maguire, Wan-Bissaka (46' Shaw), Sabitzer (68' Fred), Casemiro, Eriksen (86' Elanga), Sancho (46' Rashford), Martial (54' Weghorst), Antony           |

## Transfery
Przyszli
| Data       | Piłkarz           | Pozycja   | Klub        |
| ---------- | ----------------- | --------- | ----------- |
| 05/07/2022 | Tyrell Malacia    | Obrońca   | Feyenoord   |
| 15/07/2022 | Christian Eriksen | Pomocnik  | Wolny agent |
| 27/07/2022 | Lisandro Martínez | Obrońca   | Ajax        |
| 22/08/2022 | Casemiro          | Pomocnik  | Real Madryt |
| 01/09/2022 | Antony            | Napastnik | Ajax        |

Odeszli
| Data       | Piłkarz           | Pozycja   | Klub            |
| ---------- | ----------------- | --------- | --------------- |
| 01/07/2022 | Nemanja Matić     | Pomocnik  | Wolny agent     |
| 01/07/2022 | Edinson Cavani    | Napastnik | Wolny agent     |
| 01/07/2022 | Lee Grant         | Bramkarz  | Wolny agent     |
| 01/07/2022 | Paul Pogba        | Pomocnik  | Wolny agent     |
| 01/07/2022 | Jesse Lingard     | Pomocnik  | Wolny agent     |
| 01/07/2022 | Juan Mata         | Pomocnik  | Wolny agent     |
| 11/07/2022 | Andreas Pereira   | Pomocnik  | Fulham          |
| 01/09/2022 | James Garner      | Pomocnik  | Everton         |
| 01/09/2022 | Tahith Chong      | Napastnik | Birmingham City |
| 22/11/2022 | Cristiano Ronaldo | Napastnik | Wolny agent     |